# Водоскидна печера
Водоскидна печера (рос. Водосбросовая) — печера в Башкортостані, Росія. Печера горизонтального типу простягання. Загальна протяжність — 49 м. Глибина печери становить 6 м. Категорія складності проходження ходів печери — 1. Печера відноситься до Приїкського підрайону Бєлорецького району Зілаїрської області Центральноуральської спелеологічної провінції.